# 4413 Mycerinos
A 4413 Mycerinos (ideiglenes jelöléssel 4020 P-L) a Naprendszer kisbolygóövében található aszteroida. Cornelis Johannes van Houten,  Ingrid van Houten-Groeneveld,  Tom Gehrels fedezte fel 1960. szeptember 24-én.